# Staehelina dubia
Staehelina dubia es una planta de la familia de las compuestas.

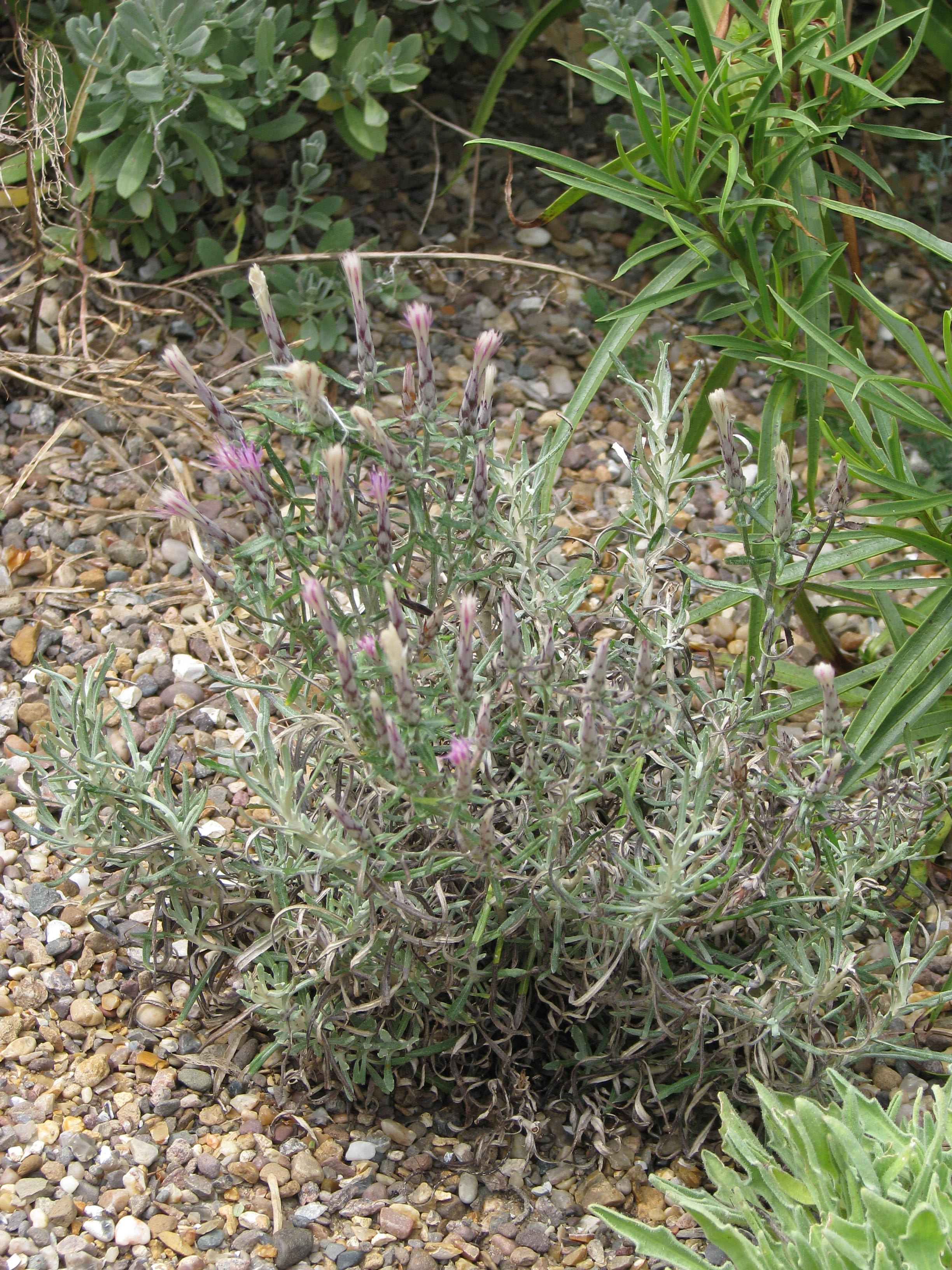
Vista de la planta

## Descripción
Mata glauca de 1-4 dm; hojas albo-tomentosas por el envés (más verdes por el haz); capítulos terminales con involucro purpurescente, de 15-20 x 3-5 mm; flores púrpuras; aquenios oblongos de 4-5 mm, con vilano de 20-25 mm.

## Distribución y hábitat
Actualmente se encuentra presente en el este, centro y sur de la península ibérica sobre pedregales y taludes dolomíticos de los pisos meso y supramediterráneo, así como entre matorrales de bosque mediterráneo calizos

## Taxonomía
Staehelina dubia fue descrita por Carlos Linneo y publicado en Species Plantarum 2: 840. 1753.
Sinonimia
- Gnaphalium chrysocomum Mill.
- Staehelina dubia var. macrocephala Faure & Maire[4]

## Nombres comunes
- Castellano: borlitas de seda montés, cardo, hierba pincel, hierba pincela, jopillos de seda montés, manzanilla yesquera, mata pincel, tomillo, tomillo borriquero, tomillo de brocha, yesca.[5]

## Otras especies del géneroStaehelina
Se recogen únicamente las especies de la península ibérica y Baleares
- Staehelina arborea Schreb.
- Staehelina baetica DC.
- Staehelina fruticosa (L.) L.
- Staehelina uniflosculosa Sibth. & Sm.